# Heiner Keupp

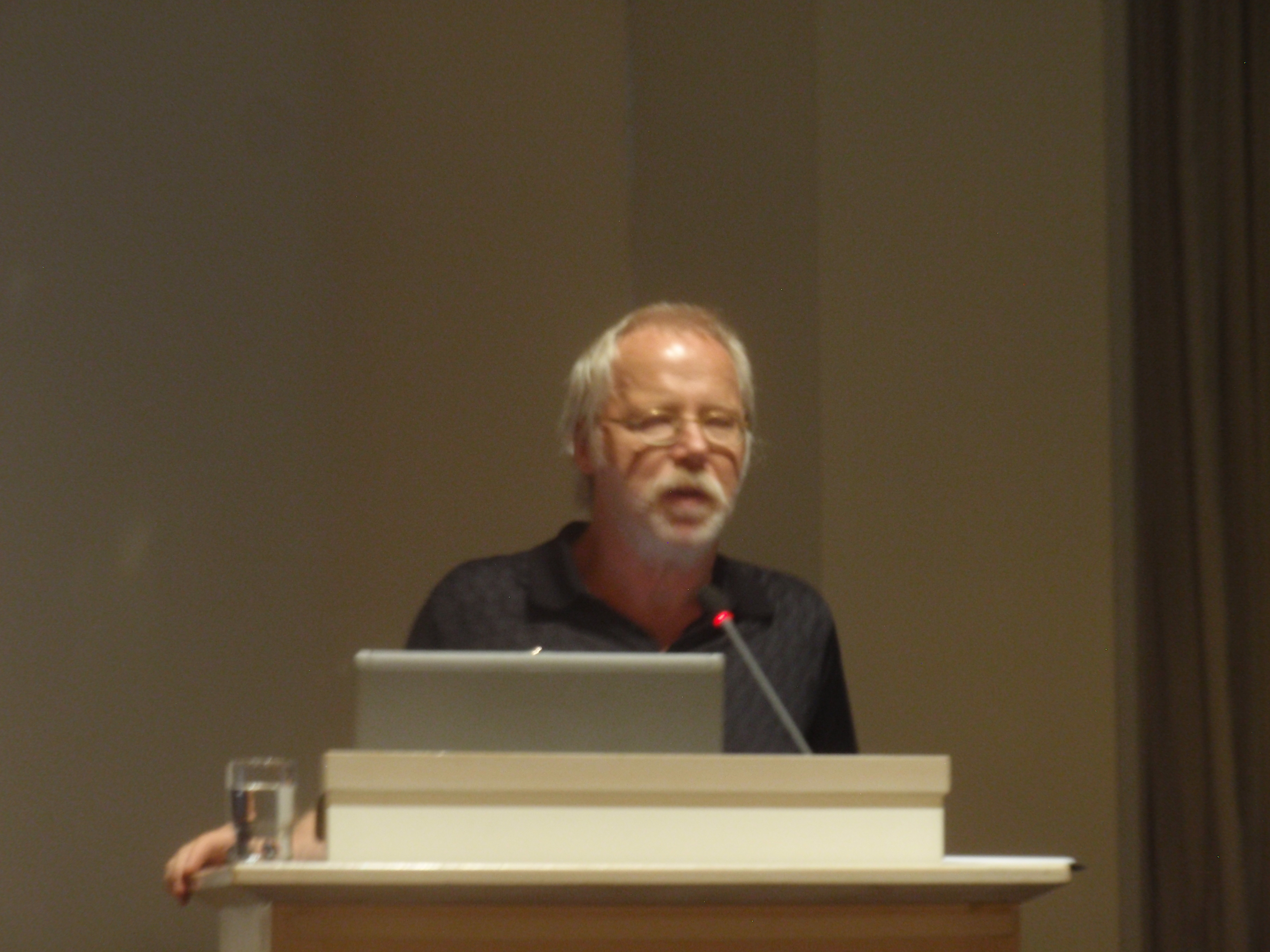
Heiner Keupp 2010 in Mainz

Heiner Keupp (* 16. Juni 1943 in Kulmbach) ist ein deutscher Sozialpsychologe und emeritierter Professor der Ludwig-Maximilians-Universität München.

## Leben
Keupp ist als Sohn des Dorfpfarrers Heinrich Keupp in Thierstein, Oberfranken, aufgewachsen.
Keupp studierte Psychologie und Soziologie in Frankfurt, Erlangen und München. In Frankfurt gehörten Theodor W. Adorno und Max Horkheimer zu seinen Lehrern. In München wurde Keupp 1971 mit einer Dissertation zum Thema Psychische Störungen als abweichendes Verhalten – Zur Soziogenese psychischer Störungen promoviert. 1976 folgte seine Habilitierung. 1978 wurde er Professor für Sozial- und Gemeindepsychologie an der Ludwig-Maximilians-Universität München.
Seit 2008 ist Keupp im Ruhestand. Er ist weiterhin an den Universitäten Bozen, Innsbruck, Krems und Klagenfurt in der Lehre tätig. Seit mehreren Jahren bietet er in Österreich Lehrgänge im Bereich der Weiterbildung zum Klinischen und Gesundheitspsychologen an. Keupp engagiert sich für die Erforschung und praktische Förderung bürgerschaftlichen Engagements. Er war von 2012 bis 2017 Vorsitzender des Fachbeirates Bürgerschaftliches Engagement der Landeshauptstadt München.
Heiner Keupp war Vorsitzender der Berichtskommission für den 13. Kinder- und Jugendbericht der Deutschen Bundesregierung, der 2010 in den Bundestag eingebracht wurde. Keupp war auch Chairman des Münchner Instituts für Praxisforschung (IPP), das am 7. März 2013 eine wissenschaftliche Studie zu den Missbrauchsfällen im Kloster Ettal sowie am 27. März 2015 eine weitere Untersuchung ähnlicher Missbrauchsfälle im Stift Kremsmünster veröffentlichte. 2018 hat er mit dem IPP eine Studie zu sexualisierter Gewalt in der Odenwaldschule abgeschlossen.
Seit Januar 2016 ist Heiner Keupp Mitglied der Unabhängigen Kommission zur Aufarbeitung sexuellen Kindesmissbrauchs.
Keupp ist verwitwet.

## Wirken
In der Forschung beschäftigte sich Keupp zunächst mit Bedingungen und Möglichkeiten der Psychiatriereform. Danach arbeitete er an zwei Sonderforschungsbereichen an der Universität München von 1989 bis 2009 zu Fragen individueller und kollektiver Identitätsbildung. Als Pionier der Gemeindepsychologie hat er der Psychiatriereform in Deutschland Impulse gegeben.
Ein zentrales Interessengebiet Keupps ist der Einfluss gesellschaftlicher Wandlungsprozesse auf das Individuum. Bekannt geworden ist in diesem Zusammenhang sein Begriff der „Patchwork-Identität“. Ein weiterer Schwerpunkt ist der Wandel der Arbeitswelt und die Belastungsfolgen durch Subjektivierung, Entgrenzung und Flexibilisierung von Arbeit.

## Mitgliedschaften
- Deutsche Gesellschaft für Soziale Psychiatrie
- Deutsche Gesellschaft für Verhaltenstherapie
- Gesellschaft für gemeindepsychologische Forschung und Praxis
- Advisory Board der internationalen Zeitschrift Gestalt Theory

## Auszeichnungen
- Zukunftspreis der Deutschen Gesellschaft für Verhaltenstherapie, 2000
- Bayerische Staatsmedaille für soziale Verdienste, 2008[8]
- Die Landeshauptstadt München verleiht ihm die Auszeichnung „München leuchtet“, 2016
- ConSozial Wissenschaftspreis, 2018

## Schriften
- Psychische Störungen als abweichendes Verhalten. Zur Soziogenese psychischer Störungen. Urban & Schwarzenberg, München 1972, ISBN 3-541-05781-5.
- (Hrsg.) Verhaltensstörungen und Sozialstruktur. Epidemiologie. Empirie, Theorie, Praxis. Urban & Schwarzenberg, München 1974, ISBN 3-541-06471-4.
- Abweichung und Alltagsroutine. Die Labeling-Perspektive in Theorie und Praxis. Hoffmann und Campe, Hamburg 1976, ISBN 3-455-09208-X.
- (mit Manfred Zaumseil) (Hrsg.): Die gesellschaftliche Organisierung psychischen Leidens. Suhrkamp, Frankfurt 1978, ISBN 3-518-07846-1.
- (Hrsg.): Normalität und Abweichung. Fortsetzung einer notwendigen Kontroverse. Urban & Schwarzenberg, München 1979, ISBN 3-541-08771-4.
- (mit Dodo Rerrich) (Hrsg.): Psychosoziale Praxis. Ein Handbuch in Schlüsselbegriffen. Urban & Schwarzenberg, München 1982, ISBN 3-541-10321-3.
- Psychosoziale Praxis im gesellschaftlichen Umbruch. Psychiatrie-Verlag, Bonn 1987, ISBN 3-88414-077-9.
- Riskante Chancen. Das Subjekt zwischen Psychokultur und Selbstorganisation. Asanger, Heidelberg 1988, ISBN 3-89334-148-X.
- (mit Helga Bilden) (Hrsg.): Verunsicherungen. Das Subjekt im gesellschaftlichen Wandel. Hogrefe, Göttingen 1989, ISBN 3-8017-0328-2.
- (mit Uwe Flick) (Hrsg.): Handbuch Qualitative Sozialforschung. Beltz Psychologie Verlags Union, München/Weinheim 1991, ISBN 3-621-27229-1.
- (Hrsg.): Der Krankheitsmythos in der Psychopathologie. Urban & Schwarzenberg, München 1992, ISBN 3-541-05731-9.
- Psychologisches Handeln in der Risikogesellschaft. Gemeindepsychologische Perspektiven. Quintessenz, München 1994, ISBN 3-86128-216-X.
- (Hrsg.): Zugänge zum Subjekt. Perspektiven einer reflexiven Sozialpsychologie. Suhrkamp, Frankfurt am Main 1994, ISBN 3-518-28702-8.
- Universitäten im Abseits? Leben und arbeiten an der Hochschule heute. Bis, Bibliotheks- und Informationssystem der Universität Oldenburg, 35 Seiten, Oldenburg 1995, ISBN 3-8142-1071-9.
- (mit Renate Höfer) (Hrsg.): Identitätsarbeit heute. Suhrkamp, Frankfurt am Main 1997, ISBN 3-518-28899-7
- Ermutigung zum aufrechten Gang. dgvt-Verlag, Tübingen 1997, ISBN 3-87159-135-1.
- Der Mensch als soziales Wesen. Piper, München 1998, ISBN 3-492-21975-6.
- (mit Thomas Ahbe, Wolfgang Gmür) (Hrsg.): Identitätskonstruktionen. Das Patchwork der Identitäten in der Spätmoderne. Rowohlt, Reinbek 1999, ISBN 3-499-55634-0.
- (mit Klaus Weber) (Hrsg.): Psychologie. Ein Grundkurs. Rowohlt, Reinbek 2001, ISBN 3-499-55640-5.
- (mit Joachim Hohl) (Hrsg.): Subjektkonzeptionen im Diskurs. Transcript, Bielefeld 2006, ISBN 3-89942-562-6.
- (Hrsg.): Armut und Exklusion. Gemeindepsychologische Analysen und Gegenstrategien (= Fortschritte der Gemeindepsychologie und der Gesundheitsförderung, Band 21). dgvt-Verlag, Tübingen 2010, ISBN 978-3-87159-621-6.
- (mit Helga Dill) (Hrsg.): Erschöpfende Arbeit. Gesundheit und Prävention in der flexiblen Arbeitswelt. transcript, Bielefeld 2010, ISBN 978-3-8376-1556-2.
- Freiheit und Selbstbestimmung in Lernprozessen ermöglichen. Centaurus, Freiburg 2012, ISBN 978-3-86226-130-7.
- Selbstsorge. Zur Selbsthilfe befähigen. Vortrag bei der 33. Jahrestagung 2011 der Deutschen Arbeitsgemeinschaft Selbsthilfegruppen e. V. am 1. Juni 2011 in Düsseldorf. Centaurus, Freiburg 2012, ISBN 978-3-86226-133-8.
- Capability. Verwirklichungschancen für eine positive Jugendentwicklung. Centaurus, Freiburg 2012, ISBN 978-3-86226-181-9.
- Heraus aus der Ohnmachtsfalle: Psychologische Einmischungen. dgvt-Verlag, Tübingen 2013, ISBN 978-3-87159-277-5.
- (mit Helga Dill) (Hrsg.): Der Alterskraftunternehmer. Ambivalenzen und Potentiale eines neuen Altersbildes in der flexiblen Arbeitswelt. transcript, Bielefeld 2015, ISBN 978-3-8376-2993-4.
- Reflexive Sozialpsychologie. Springer essentials, Springer, Wiesbaden 2016, ISBN 978-3-658-12931-6.
- Heiner Keupp, Florian Straus, Peter Mosser, Wolfgang Gmür, Gerhard Hackenschmied: Sexueller Missbrauch und Misshandlungen in der Benediktinerabtei Ettal: Ein Beitrag zur wissenschaftlichen Aufarbeitung. Springer VS, Wiesbaden 2017, ISBN 978-3-658-14744-0.
- Heiner Keupp, Florian Straus, Peter Mosser, Wolfgang Gmür, Gerhard Hackenschmied: Schweigen – Aufdeckung – Aufarbeitung: Sexualisierte, psychische und physische Gewalt im Benediktinerstift Kremsmünster. Springer VS, Wiesbaden 2017, ISBN 978-3-658-14653-5.
- Heiner Keupp, Peter Mosser, Bettina Busch, Gerhard Hackenschmied, Florian Straus: Sexuelle Gewalt in Kindheit und Jugend: Forschung als Beitrag zur Aufarbeitung. Die Odenwaldschule als Leuchtturm der Reformpädagogik und als Ort sexualisierter Gewalt – eine sozialpsychologische Perspektive. Springer, Wiesbaden 2019, ISBN 978-3-658-23362-4.

## Einzelbelege
1. ↑  alpha-Forum, 17. Juni 1989 (Seite nicht mehr abrufbar, festgestellt im Juni 2025. Suche in Webarchiven)  Info: Der Link wurde automatisch als defekt markiert. Bitte prüfe den Link gemäß Anleitung und entferne dann diesen Hinweis.. BR-online, PDF-Dokument (43 kB), abgerufen am 16. März 2012
2. ↑  vgl. Strukturelle Gewalt. In: Tagesspiegel 8. März 2013, S. 4.
3. ↑  Sexueller Missbrauch, psychische und körperliche Gewalt im Internat der Benediktinerabtei Ettal, Volltext der Studie. (PDF; 1,5 MB) Archiviert vom Original am 19. März 2013; abgerufen am 8. März 2013.
4. ↑  Sexualisierte, psychische und physische Gewalt in Konvikt und Gymnasium des Benediktinerstifts Kremsmünster. (PDF; 2,8 MB) Archiviert vom Original am 5. April 2015; abgerufen am 27. März 2015.
5. ↑  Das Missbrauchssystem von Kremsmünster. ORF.at, 27. März 2015.
6. ↑  Traueranzeige Annemarie Keupp. In: SZ Gedenken. Süddeutsche Zeitung, 25. Februar 2023, abgerufen am 17. August 2025.
7. ↑  Heiner Keupp: Patchworkidentität – riskante Chancen bei prekären Ressourcen (Memento des Originals vom 4. März 2016 im Internet Archive)  Info: Der Archivlink wurde automatisch eingesetzt und noch nicht geprüft. Bitte prüfe Original- und Archivlink gemäß Anleitung und entferne dann diesen Hinweis. (PDF; 257 kB). IPP, Institut für Praxisforschung und Projektberatung München, abgerufen am 28. Oktober 2010.
8. ↑  LMU-Psychologe Keupp erhält Bayerische Staatsmedaille Ludwig-Maximilians-Universität München, abgerufen am 29. Mai 2018

| Personendaten    | Personendaten                                         |
| ---------------- | ----------------------------------------------------- |
| NAME             | Keupp, Heiner                                         |
| ALTERNATIVNAMEN  | Keupp, Heinrich                                       |
| KURZBESCHREIBUNG | deutscher Psychologe und emeritierter Hochschullehrer |
| GEBURTSDATUM     | 16. Juni 1943                                         |
| GEBURTSORT       | Kulmbach                                              |